# Saarpfalz-Kreis
Der Saarpfalz-Kreis (bis 1989 Saar-Pfalz-Kreis) ist eine Gebietskörperschaft im Saarland. Er ist der Rechtsnachfolger der früheren Landkreise Sankt Ingbert und Homburg.

## Geographie

### Lage
Entgegen dem Namen liegt der Saarpfalz-Kreis nicht am Fluss Saar. Das „Saar“ im Namen ist nur eine Abkürzung für das Saarland und „Pfalz“ bedeutet hier, dass das Gebiet (bis auf den St. Ingberter Stadtteil Rentrisch) vor der Gründung des Saargebiets zur Bayerischen Pfalz gehörte. Der Saarpfalz-Kreis gehört in seinem Nordteil zum Saar-Nahe-Bergland, genauer zur Sankt Ingbert-Kaiserslauterer Senke. Nördlich von Homburg reicht der Landkreis in die westpfälzische Moorniederung hinein. Kennzeichnend für dieses Gebiet sind Moorbildungen. Der Südteil gehört zum pfälzisch-saarländischen Muschelkalkgebiet mit den östlichen Untereinheiten des Saar-Blies-Gaues. Dazwischen liegt das Sankt Ingbert-Kirkeler Waldgebiet. Den Bliesgau prägen waldfreie große Ebenen, die meist landwirtschaftlich oder als naturnahe Streuobstwiesen genutzt werden.

### Berge
Die höchsten Erhebungen im Landkreis sind der Höcherberg in Höchen mit 518 m ü. NN, der Betzentaler Berg (402 m ü. NN) in St. Ingbert und der Große Kahlenberg (401 m ü. NN) in Böckweiler.

### Nachbarkreise
Der Landkreis grenzt im Uhrzeigersinn im Westen beginnend an den Regionalverband Saarbrücken und an den Landkreis Neunkirchen (beide im Saarland) sowie an die Landkreise Kusel, Kaiserslautern, Südwestpfalz und an die kreisfreie Stadt Zweibrücken (alle in Rheinland-Pfalz). Im Süden grenzt er an Frankreich mit dem Landkreis Saargemünd des Département Moselle innerhalb der Region Lothringen (seit 2015 Region Grand Est).

## Geschichte
1816 fiel das Gebiet des heutigen Saarpfalz-Kreises (mit Ausnahme der ehemaligen Gemeinde Rentrisch) als Folge des Wiener Kongresses an das Königreich Bayern und gehörte nach 1818 innerhalb des bayerischen Rheinkreises zum Landkommissariat Homburg und zum Landkommissariat Zweibrücken, die 1862 in Bezirksämter umbenannt wurden. 1902 wurden aus dem Bezirksamt Zweibrücken die Distrikte St. Ingbert und Blieskastel abgetrennt und daraus das Bezirksamt St. Ingbert geformt.

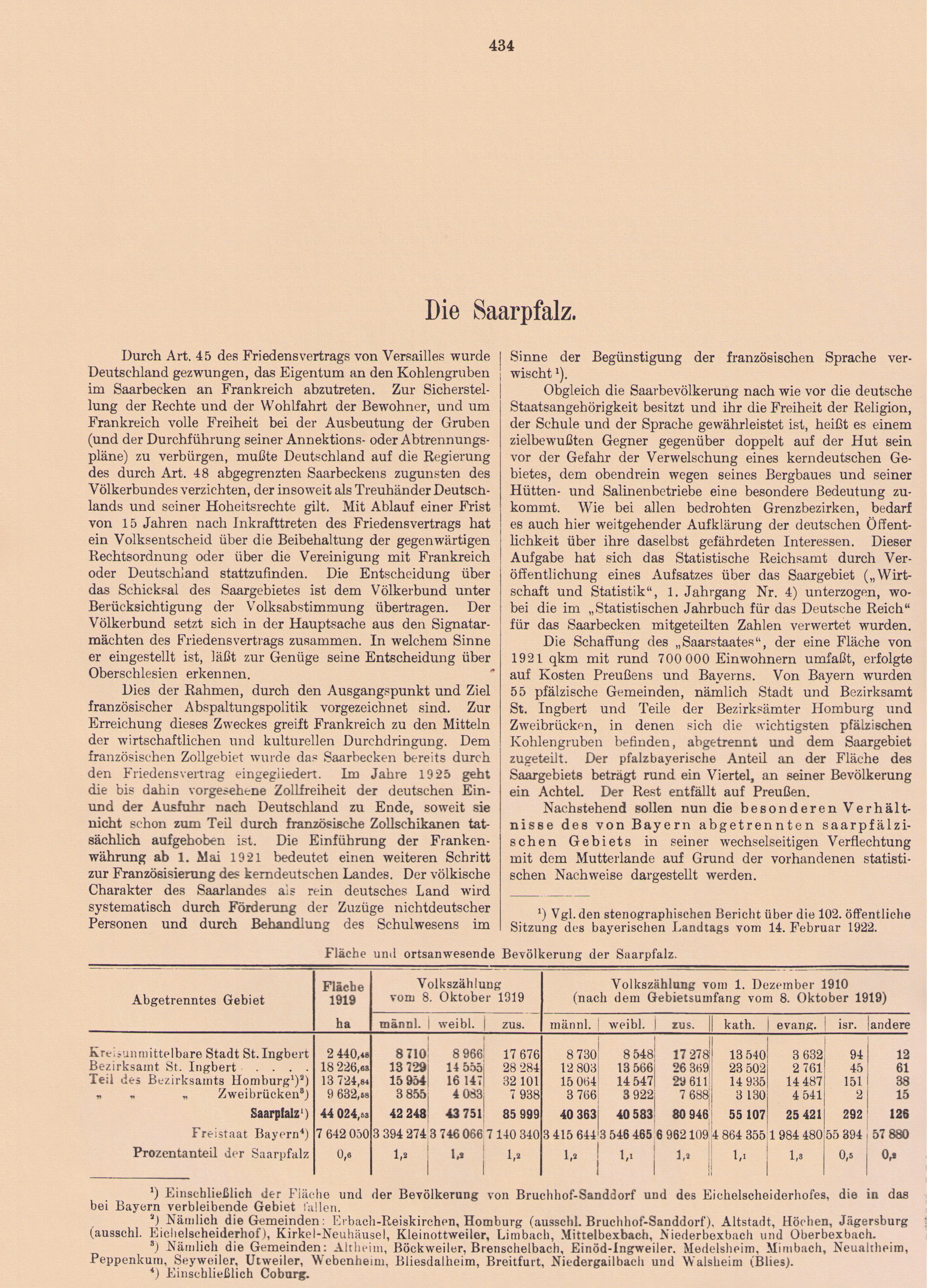
Erste Erwähnung der Saarpfalz (1922)

Nach dem Ersten Weltkrieg wurde im Zuge des Versailler Vertrages das Saargebiet aus überwiegend preußischem, teils auch bayerischem Gebiet gebildet und vom Deutschen Reich abgetrennt. Der bayerische Teil umfasste das Bezirksamt St. Ingbert und Teile der Bezirksämter Homburg (mit der Stadt Homburg) und Zweibrücken (ohne die Stadt Zweibrücken) mit 55 Gemeinden und wurde damals erstmals als Saarpfalz bezeichnet. 1920 bis 1935 wurde das neue Saargebiet unter Völkerbundmandat gestellt. Aus den Teilen der Bezirksämter Homburg und Zweibrücken wurde ein neues Bezirksamt Homburg mit ganz anderem Zuschnitt geformt. 1935 kam das Saargebiet unter dem neuen Namen Saarland wieder zum Deutschen Reich. 1938 wurden die beiden Bezirksämter St. Ingbert und Homburg in die beiden Landkreise St. Ingbert und Homburg überführt. Das Saarland wurde 1935 mit der Pfalz zu einem neuen Parteigau der NSDAP und später auch zu einer Verwaltungseinheit zusammengeschlossen, die den Namen Saarpfalz trugen, welcher somit ein wesentlich größeres Gebiet als das 1922 und heute so bezeichnete Gebiet umfasste. 1941 wurde der Name dieses bis 1945 bestehenden Gebiets in Westmark geändert.
Nach dem Zweiten Weltkrieg wurden die beiden Landkreise St. Ingbert und Homburg mit dem Saarland erneut vom Deutschen Reich abgetrennt und kamen 1957 mit diesem zur Bundesrepublik Deutschland.
Im Rahmen der Gebiets- und Verwaltungsreform im Saarland wurde am 1. Januar 1974 aus den beiden Landkreisen der neue Saar-Pfalz-Kreis gebildet (ohne Ensheim und Eschringen, die bis dahin zum Kreis St. Ingbert gehörten, und ebenso wie Schnappach, das baulich mit Sulzbach verschmolzen war, zum Regionalverband Saarbrücken kamen). Dafür wurde das bis dahin zum Landkreis Saarbrücken gehörende einst preußische Rentrisch als Stadtteil nach St. Ingbert eingemeindet.
Im Jahre 1989 wurde die Schreibweise geändert in Saarpfalz-Kreis. Nach Abschluss der Gemeindereform umfasst der Saarpfalz-Kreis die vier Städte Homburg, Sankt Ingbert, Bexbach und Blieskastel sowie drei Gemeinden, Mandelbachtal, Gersheim und Kirkel. Größte Stadt des Kreises ist die Kreisstadt Homburg, kleinste Gemeinde ist Gersheim.

### Einwohnerstatistik

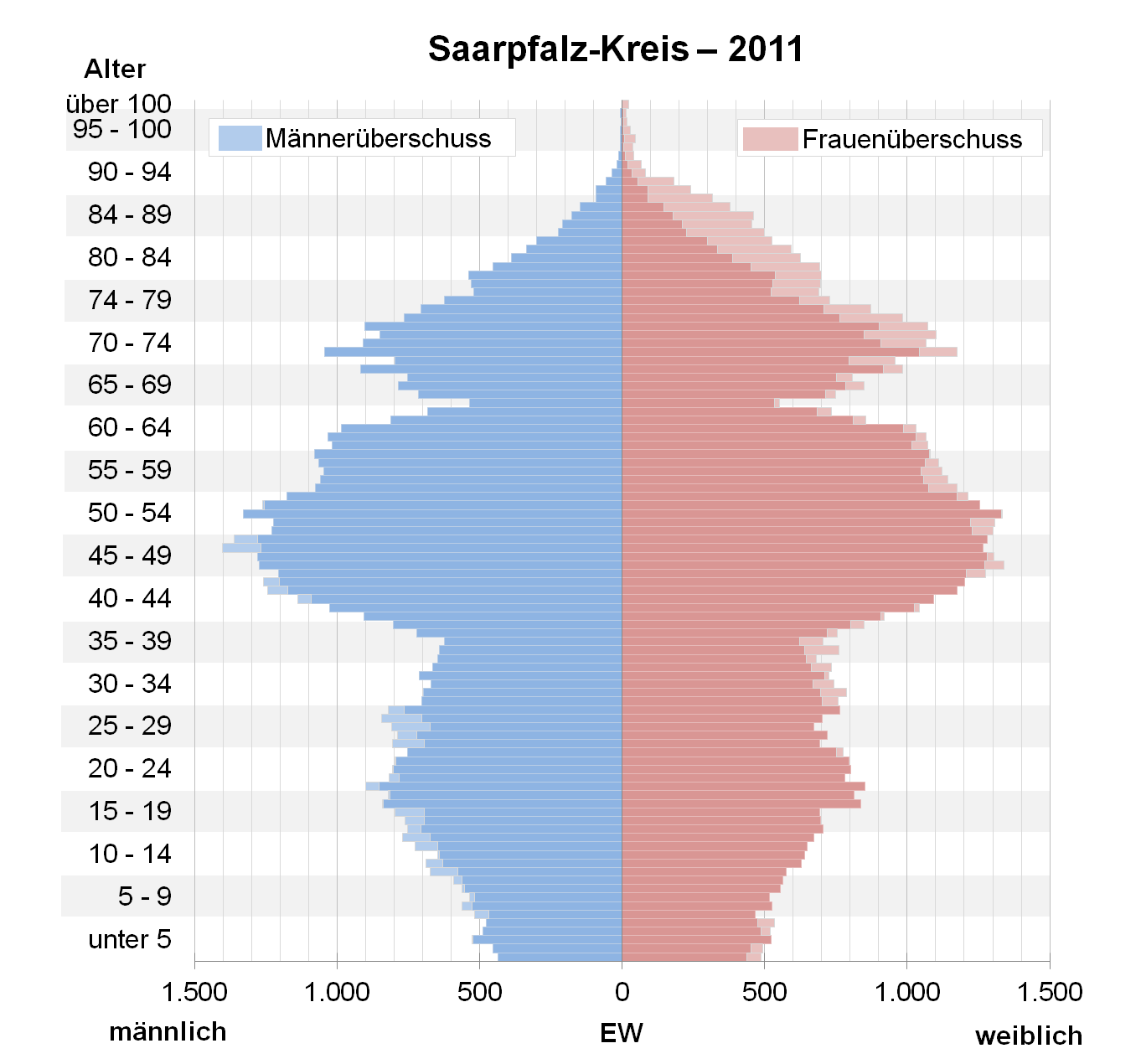
Bevölkerungspyramide für den Saarpfalz-Kreis (Datenquelle: Zensus 2011)

| Jahr | Einwohner | Quelle |
| ---- | --------- | ------ |
| 1974 | 155.800   | [ 7 ]  |
| 1980 | 152.600   | [ 8 ]  |
| 1990 | 154.500   | [ 9 ]  |
| 2000 | 157.300   | [ 10 ] |
| 2010 | 149.240   |        |
| 2016 | 144.100   |        |

### Konfessionsstatistik
Gemäß Zensus 2011 waren von den Einwohnern des Landkreises 54,3 % römisch-katholisch, 27,5 % evangelisch und 18,2 % gehörten sonstigen oder keiner öffentlich-rechtlichen Religionsgemeinschaft an. Der Anteil der evangelischen und katholischen Kirchenmitglieder an der Gesamtbevölkerung ist seitdem gesunken, während der Anteil der Einwohner mit sonstiger Konfession oder ohne Konfession zugenommen hat. Gemäß dem Zensus 2022 waren im Jahr 2022 43,6 % der Einwohner katholisch, 21,7 % evangelisch, und 34,7 % waren konfessionslos, gehörten einer anderen Glaubensgemeinschaft an oder machten keine Angabe.
Mehr als viermal so viele Menschen sind 2023 im Saarpfalz-Kreis aus der katholischen Kirche ausgetreten als getauft wurden oder eingetreten sind. Immer weniger Menschen fühlen sich der Kirche zugehörig.

### Christentum
Seit der Reformation waren im Gebiet des heutigen Saarpfalz-Kreises drei Konfessionen vertreten: Nassau-Saarbrücken hatte sich der lutherischen Richtung der Reformation und Pfalz-Zweibrücken dem reformierten Bekenntnis zugewandt, während das Amt Blieskastel mit St. Ingbert der katholischen Kirche anhing.
Das Königreich Bayern setzte nach 1816 auf eine gesteuerte Union der beiden protestantischen Bekenntnisse. Während sich in den bayerischen Stammlanden die Gemeinden Anfang 1818 in einer Befragung gegen die Union aussprachen, kam es in der bayerischen Pfalz zu einer deutlichen Mehrheit für die Union, die von der Generalsynode beider Bekenntnisse im August 1818 in Kaiserslautern vollzogen wurde. Die neue Kirche nannte sich „Vereinigte Protestantische-Evangelische-Christliche Kirche der Pfalz“. Sie unterstand zunächst dem Konsistorium in München und wurde 1848 eine selbstständige Kirche, die seit 1976 die Bezeichnung Evangelische Kirche der Pfalz (Protestantische Landeskirche) führt. Eine Ausnahme bildet der St. Ingberter Ortsteil Rentrisch, der zur Evangelischen Kirche im Rheinland gehört.
Die katholische Bevölkerung gehört (im Gegensatz zum Rest des Saarlandes, das zum Bistum Trier zählt) zum Bistum Speyer. Dabei folgt die Bistumszugehörigkeit den historischen Grenzen.

## Politik

### Kreistag
Der Kreistag ist die kommunale Volksvertretung im Saarpfalz-Kreis. Über seine Zusammensetzung entscheiden die Bürger alle fünf Jahre.
Die Kreistagswahl am 9. Juni 2024 führte zu dem rechts dargestellten Ergebnis und der daraus folgenden Sitzverteilung:
- Linke: 1
- Grüne: 2
- SPD: 10
- FWG: 2
- Familie: 1
- FDP: 1
- CDU: 11
- AfD: 5

Übersicht über die Ergebnisse vergangener Kreistagswahlen
| Parteien und Wählergemeinschaften | Parteien und Wählergemeinschaften           | % 2024 | Sitze 2024 | % 2019 | Sitze 2019 | % 2014 | Sitze 2014 | % 2009 | Sitze 2009 | % 2004 | Sitze 2004 | % 1999 | % 1994 | % 1989 | % 1984 |
| CDU                               | Christlich Demokratische Union Deutschlands | 31,3   | 11         | 30,5   | 10         | 36,9   | 13         | 35,0   | 13         | 45,0   | 17         | 44,4   | 36,3   | 34,5   | 40,8   |
| SPD                               | Sozialdemokratische Partei Deutschlands     | 29,4   | 10         | 28,0   | 10         | 35,1   | 13         | 31,8   | 11         | 33,7   | 12         | 39,8   | 42,2   | 43,7   | 42,6   |
| AfD                               | Alternative für Deutschland                 | 15,6   | 5          | 9,8    | 3          | 4,9    | 1          | –      | –          | –      | –          | –      | –      | –      | –      |
| Grüne                             | Bündnis 90/Die Grünen                       | 7,3    | 2          | 14,0   | 5          | 6,2    | 2          | 6,3    | 2          | 6,5    | 2          | 4,9    | 7,4    | 6,0    | 6,5    |
| FWG                               | Freie Wählergemeinschaft Saarpfalz-Kreis    | 5,6    | 2          | 4,5    | 1          | 2,7    | 1          | –      | –          | –      | –          | –      | –      | –      | –      |
| Familie                           | Familien-Partei Deutschlands                | 4,1    | 1          | 3,7    | 1          | 3,7    | 1          | 4,6    | 1          | 5,9    | 2          | 3,5    | 2,2    | –      | –      |
| Linke                             | Die Linke                                   | 3,9    | 1          | 5,8    | 2          | 5,7    | 2          | 10,3   | 3          | –      | –          | –      | –      | –      | –      |
| FDP                               | Freie Demokratische Partei                  | 2,9    | 1          | 3,7    | 1          | 1,9    | 0          | 6,9    | 2          | 4,2    | 0          | 2,4    | 2,6    | 4,1    | 3,7    |
| Sonstige                          | Sonstige                                    | –      | –          | –      | –          | 2,8    | 0          | 5,1    | 1          | 4,6    | 0          | 5,0    | 9,4    | 11,3   | 6,0    |
| Gesamt                            | Gesamt                                      | 100    | 33         | 100    | 33         | 100    | 33         | 100    | 33         | 100    | 33         | 100    | 100    | 100    | 100    |
| Wahlbeteiligung                   | Wahlbeteiligung                             | 67,9 % | 67,9 %     | 67,2 % | 67,2 %     | 56,1 % | 56,1 %     | 58,4 % | 58,4 %     | 56,2 % | 56,2 %     | 59,0 % | 73,9 % | 79,6 % | 79,8 % |

### Landrat

#### Liste der Landräte
- 1. Januar 1974 bis 31. Mai 1985: Albert Schwarz (CDU)
- 1. Juni 1985 bis 25. Juni 2015: Clemens Lindemann (SPD)
- 26. Juni 2015 bis 1. Juni 2025: Theophil Gallo (SPD)
- seit 2. Juni 2025: Frank John (SPD)[16]

#### Landratswahlen
Ergebnis der Direktwahl des Landrates vom 25. Mai 2014:
| Kandidat               | Partei | Wahlergebnis |
| ---------------------- | ------ | ------------ |
| Theophil Gallo gewählt | SPD    | 50,4 %       |
| Peter Nagel            | CDU    | 49,6 %       |

Ergebnis der Direktwahl des Landrates vom 23. Juni 2024:
| Kandidat           | Partei | Wahlergebnis |
| ------------------ | ------ | ------------ |
| Frank John gewählt | SPD    | 60,64 %      |
| Klaus-Ludwig Fess  | CDU    | 40,36 %      |

### Partnerschaften
- Henrico County, Virginia (Vereinigte Staaten)
- Département Moselle (Frankreich)
- Powiat Przemyski (Polen)
- Powiat Łańcucki (Polen)
- Rajon Pustomyty (Ukraine)

### Wappen
Das heutige Wappen verlieh das saarländische Innenministerium dem Saarpfalz-Kreis am 21. Mai 1975.
Es ist geviert und geprägt von den historischen Herrschaftsräumen der Region. Der goldene Löwe im schwarzen Feld weist auf die Herzöge von Pfalz-Zweibrücken hin.
Das rote Kreuz auf Silber symbolisiert die 300-jährige Zeit des Erzbistums Trier.
Der blaue Abtsstab im goldenen Feld steht für die Familie von der Leyen von 1660 bis 1793 und deren Besitztümer. Der silberne Löwe im roten Feld vertritt die Herrschaft Homburg, die 1449 an die Grafen von Nassau-Saarbrücken gelangte.

## Verwaltung, Wirtschaft und Infrastruktur

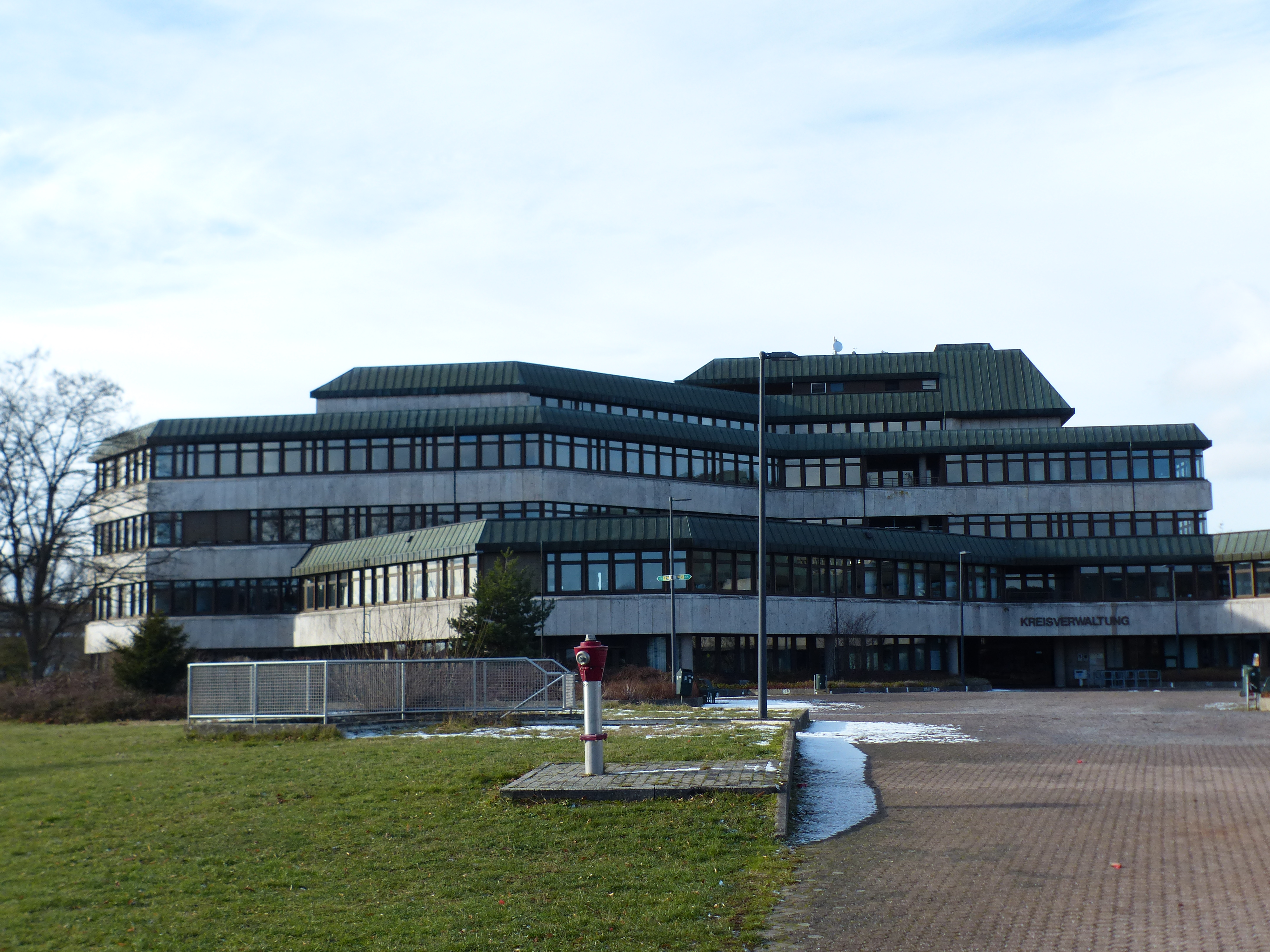
Gebäude der Kreisverwaltung in Homburg

### Behörden
- Kreisverwaltung des Saarpfalz-Kreises in Homburg
- Gesundheitsamt
- Amtsgericht in Homburg und St. Ingbert
- Finanzamt in Homburg und St. Ingbert
- Landesverwaltungsamt Saarland in St. Ingbert
- mehrere Dienststellen der Polizei des Saarlandes
- drei Agenturen für Arbeit
- in den jeweiligen Städten und Gemeinden die Stadt-/Gemeindeverwaltungen

### Ortsansässige Unternehmen
Eine stattliche Zahl internationaler Großunternehmen wie Hager, Bosch, Michelin, INA-Schaeffler, Festo und SAP haben sich im Kreisgebiet angesiedelt, man findet aber auch eine große Zahl erfolgreicher mittelständischer Unternehmen.

### Verkehr
Das nördliche Kreisgebiet wird von der Bundesautobahn 6 (Mannheim–Saarbrücken) berührt und von der A 8 in Ost-West-Richtung durchlaufen. Ferner wird der Landkreis durch Bundes- und Landesstraßen erschlossen. Die wichtigsten Bundesstraßen sind die B 40 (St. Ingbert–Saarbrücken) und die B 423 (Altenglan–Homburg–Saargemünd).
Ebenso wird das Kreisgebiet von verschiedenen Strecken der Deutschen Bahn durchzogen. Die wichtigste ist die Fernstrecke Paris–Saarbrücken–Mannheim, im Kursbuch als Strecke 670 geführt, die die Gemeindegebiete St. Ingbert, Kirkel und Homburg berührt. Auf dieser Strecke verkehren unter anderem ICE- und Intercity-Züge mit Halt in Homburg. Darüber hinaus werden von der Deutschen Bahn betrieben:
- Saarbrücken – St. Ingbert – Rohrbach – Zweibrücken – Pirmasens (KBS 674)
- Neunkirchen – Bexbach – Homburg (KBS 683) (Die Strecke Bexbach – Homburg gehört zu den ältesten Strecken Deutschlands: sie wurde 1848/49 eröffnet.)

Vor einigen Jahren wurden bereits folgende Strecken aufgegeben:
- Homburg – Zweibrücken (jetzt als Regionalbus R7 betrieben) (bis 1985)
- Homburg – Jägersburg – Schönenberg-Kübelberg – Altenglan – Kusel
- Homburg – Bierbach – Blieskastel – Gersheim – Reinheim – Saargemünd (bis 1989, Gleise sind demontiert, Trasse dient jetzt als Radweg, Streckenast Reinheim–Saargemünd wurde weit früher stillgelegt.)

### Tourismus
Der Tourismus spielt im Saarpfalz-Kreis eine zunehmend wichtige Rolle. Unter der Leitung des Landrates Clemens Lindemann wurde mit der „Saarpfalz-Touristik“ eine Vermarktungsstruktur entwickelt, die den Kern aller touristischen Aktivitäten bildet. Die jährlich stattfindende Saar-Lor-Lux-Tourismusbörse in St. Ingbert gilt als wichtige Übersichtsschau der touristischen Angebote.
Zu den Hauptanziehungspunkten im Saarpfalz-Kreis mit hohen Alleinstellungsmerkmalen gehören die Schlossberghöhlen in Homburg, der Europäische Kulturpark Bliesbruck-Reinheim und das UNESCO-Biosphärenreservat Bliesgau Darüber hinaus ist das Spohns Haus in Gersheim von besonderer Bedeutung. Das ökologische Bildungszentrum mit Schullandheim verzeichnet jährlich mehr als 11.000 Übernachtungen und bietet Jugendlichen aus den Ländern der EU den Rahmen für Workshops und Freizeitprojekte.

## Bildung

### Grundschulen
Im Saarpfalz-Kreis sind 21 Grundschulen angesiedelt, deren Träger Städte und Gemeinden sind.

### Weiterführende Schulen
- vier Gymnasien mit öffentlichen Trägern
- sieben Erweiterte Realschulen
- zwei Gesamtschulen
- zwei Berufsbildungszentren

### Privatschulen
Folgende Schulen in privater Trägerschaft sind im Saarpfalz-Kreis angesiedelt:
- eine Montessori-Schule[19]
- zwei private Gymnasien
- eine private Realschule
- eine Freie Waldorfschule

### Sonstige Bildungseinrichtungen
- ein Ökologisches Bildungszentrum mit Schullandheim „Spohns Haus“
- ein Medienzentrum
- fünf Musikschulen
- sieben Kommunale Bibliotheken
- eine Kreisvolkshochschule
- zwei Städtische Volkshochschulen
- eine Freie Kunstschule

Im Jahre 2003 hat der Landkreis mehr als 15 Millionen Euro für seine weiterführenden Schulen investiert. Für die bessere Vernetzung von Kultureinrichtungen in Zeiten des demografischen Wandels stehen 2016 bis 2020 Mittel des Bundes im Rahmen des Programmes TRAFO – Modelle für Kultur im Wandel zur Verfügung.

## Kultur

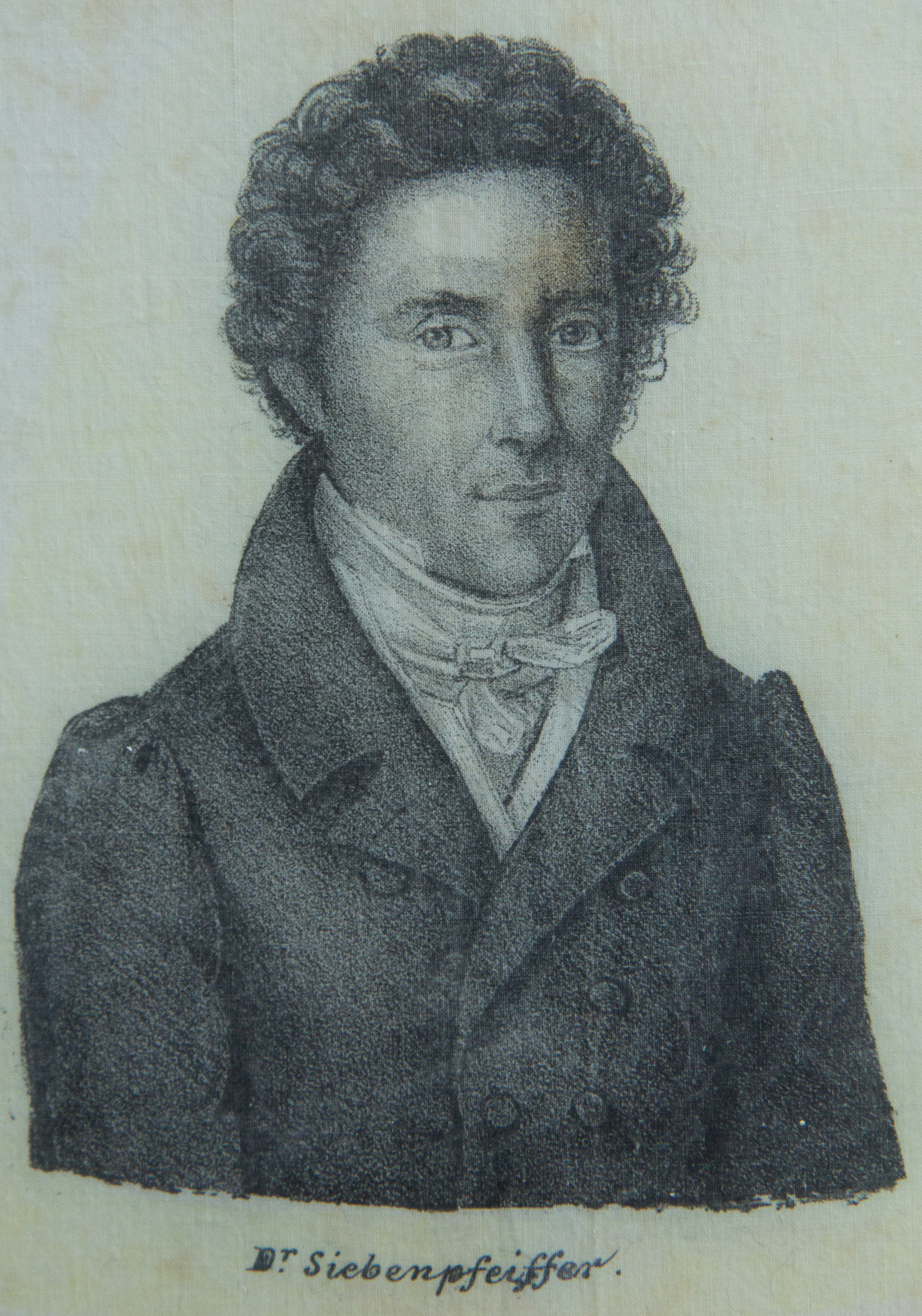
Siebenpfeiffer

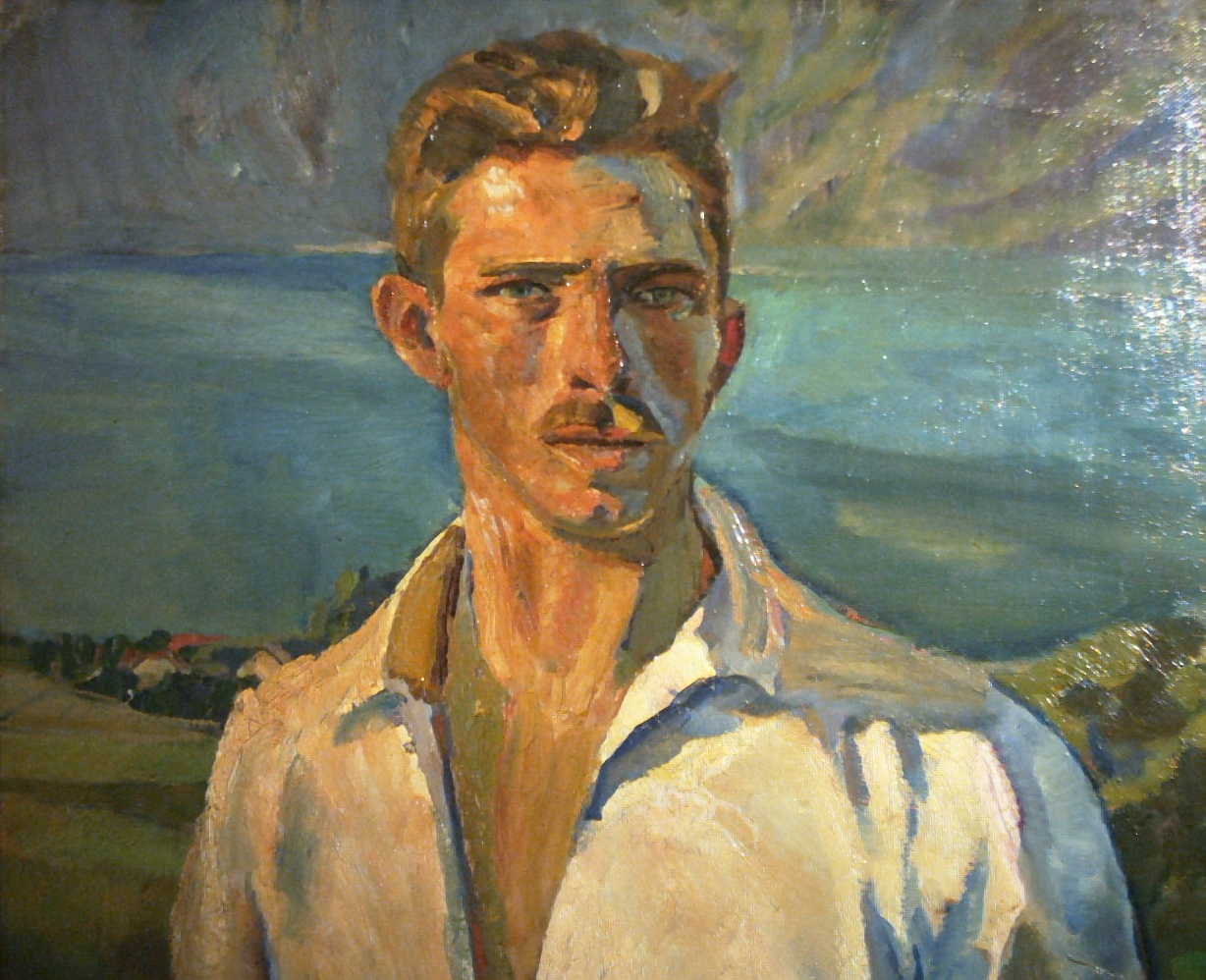
Albert Weisgerber

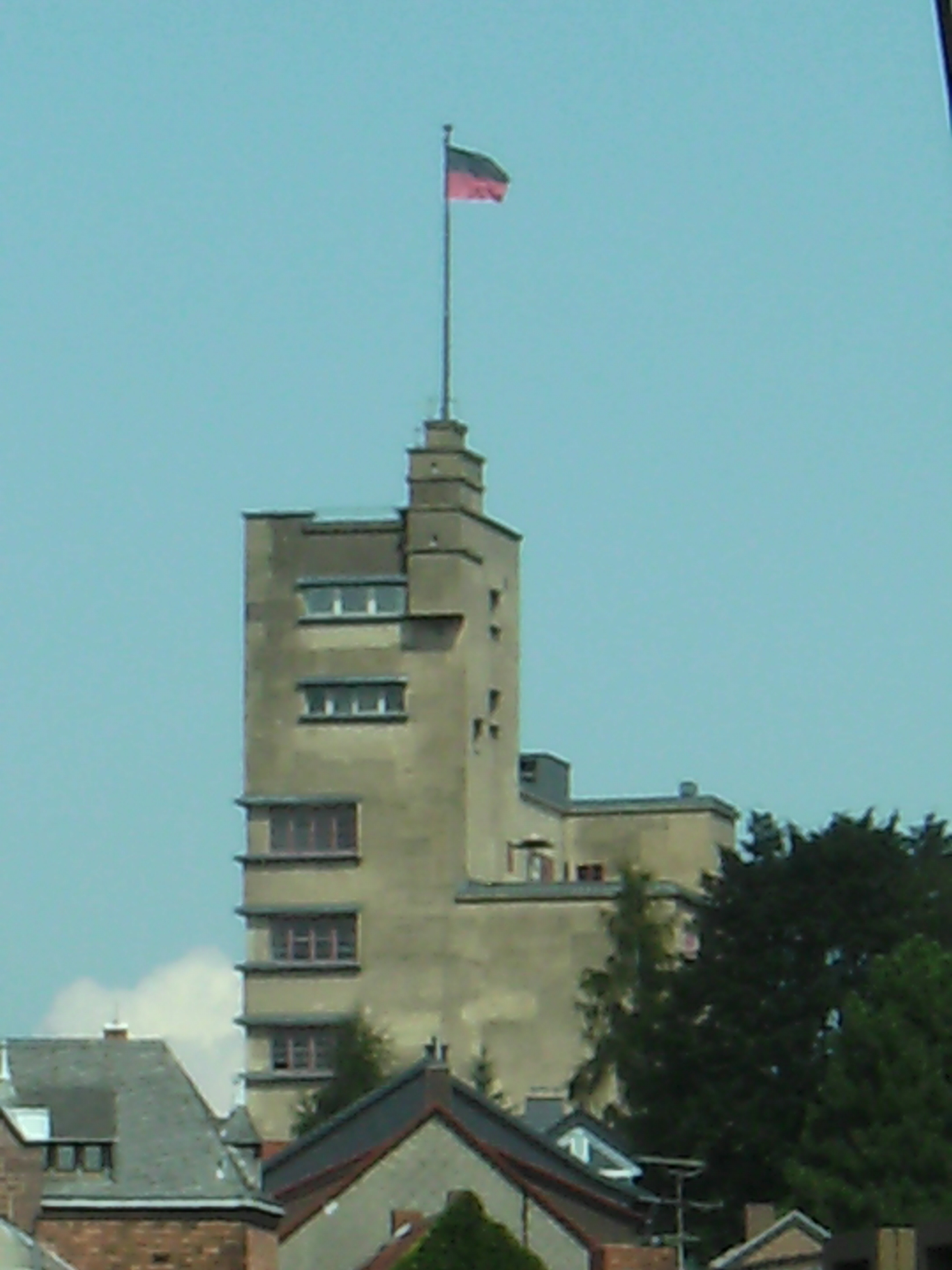
Beckerturm

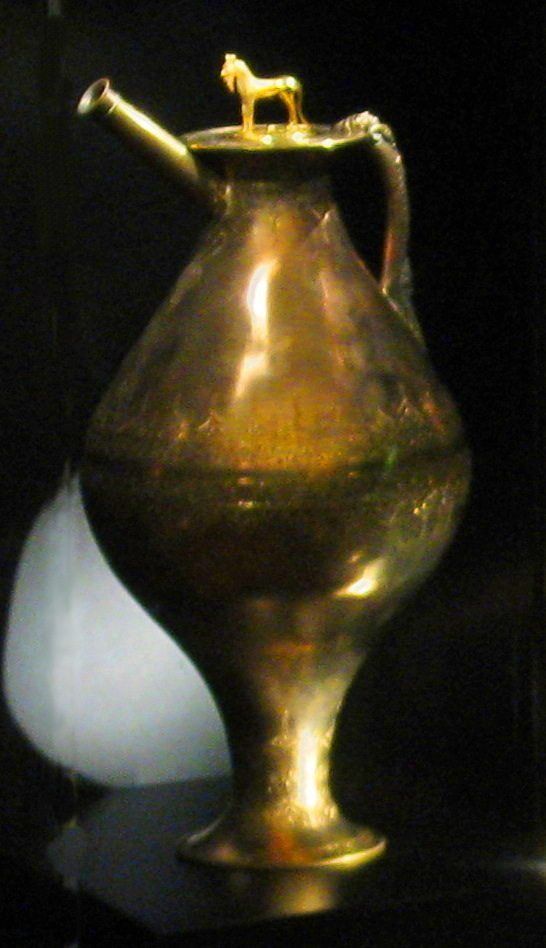
Kanne (Fürstinnengrab Reinheim)

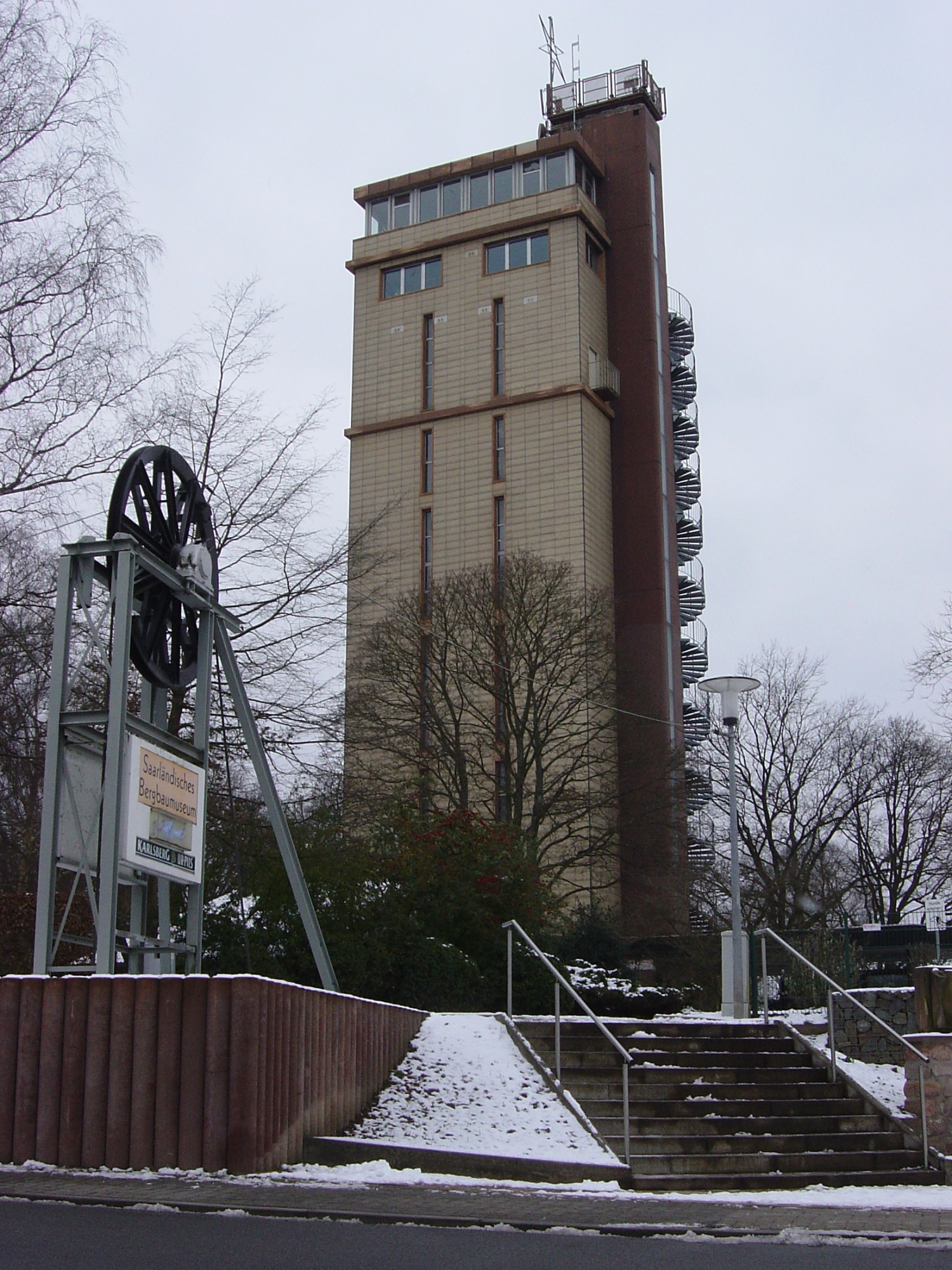
Hindenburgturm

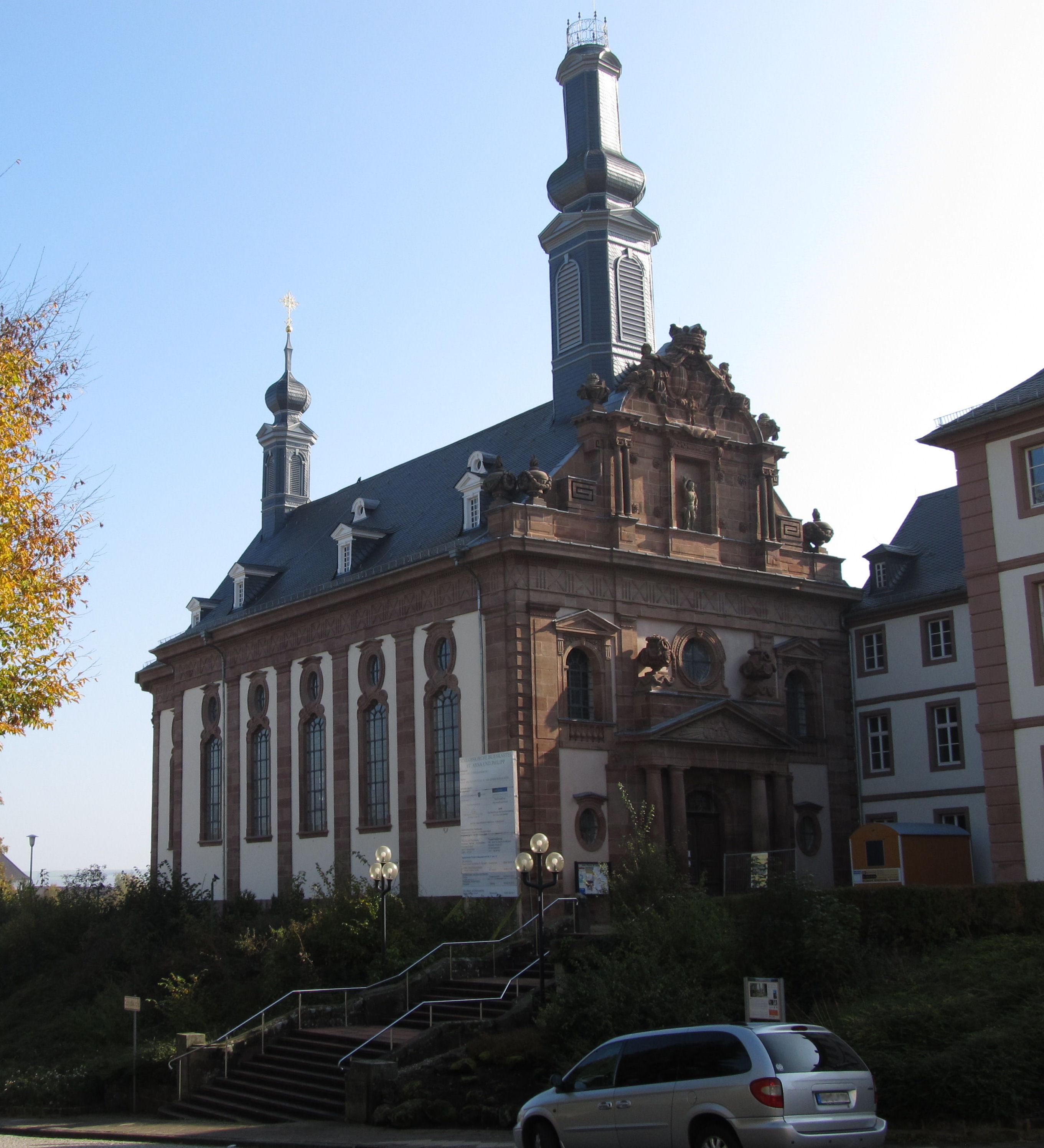
Schlosskirche Blieskastel

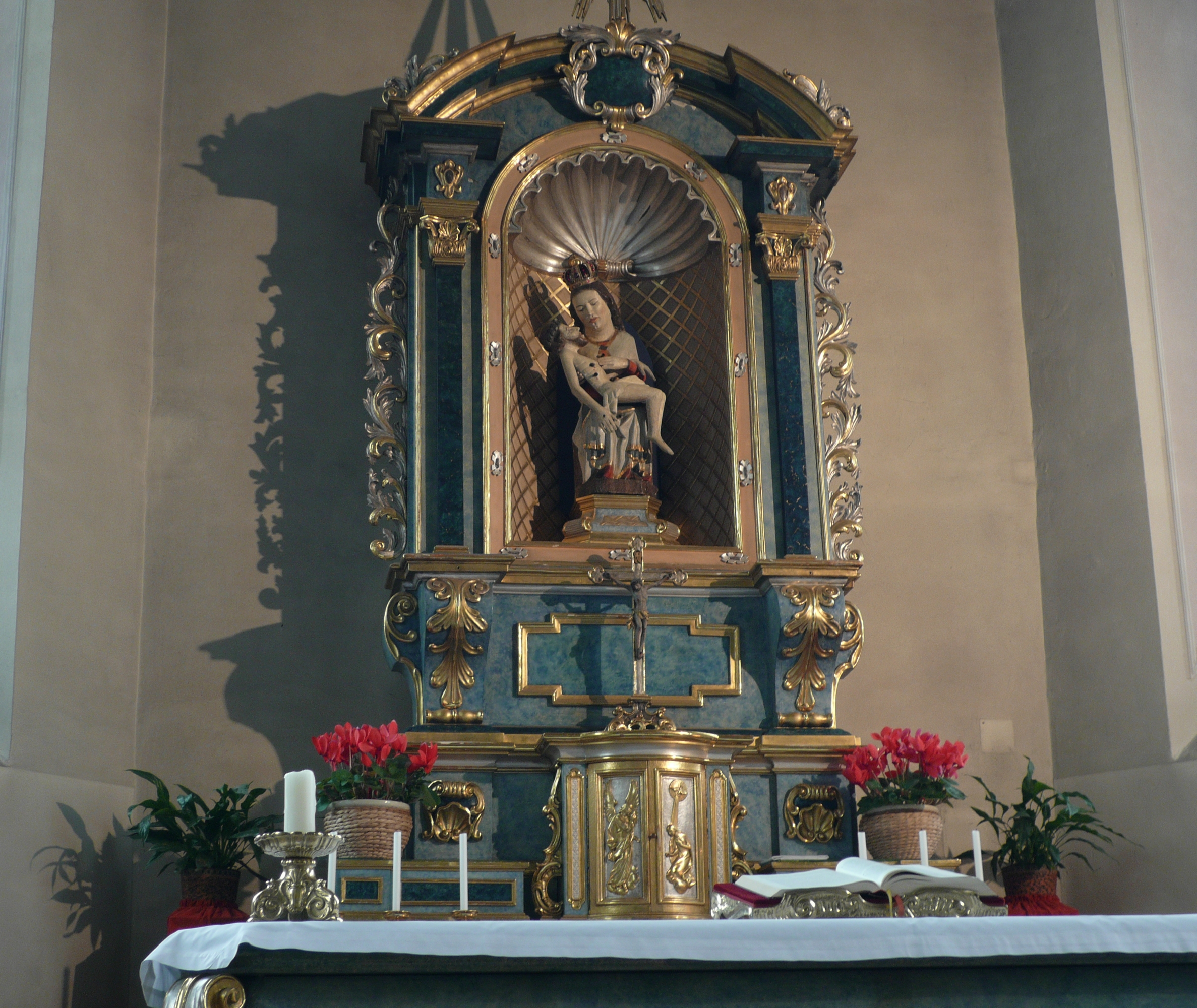
Gnadenbild

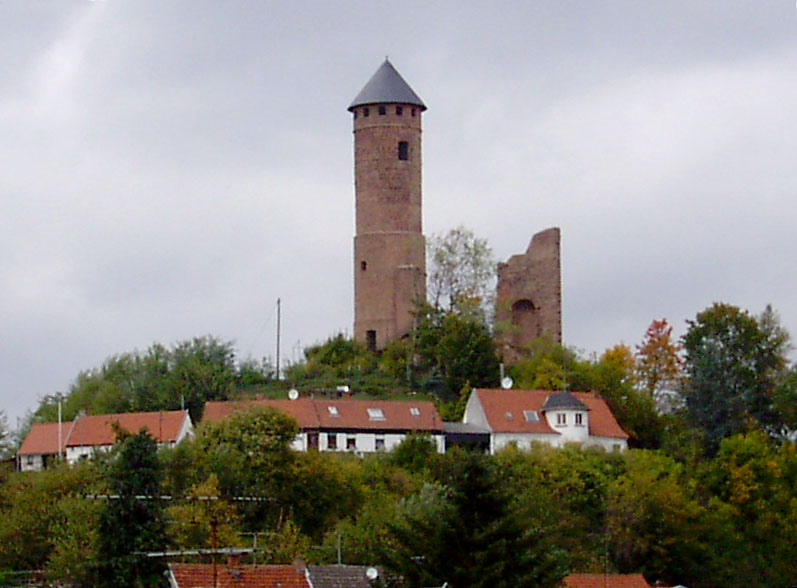
Kirkeler Burg

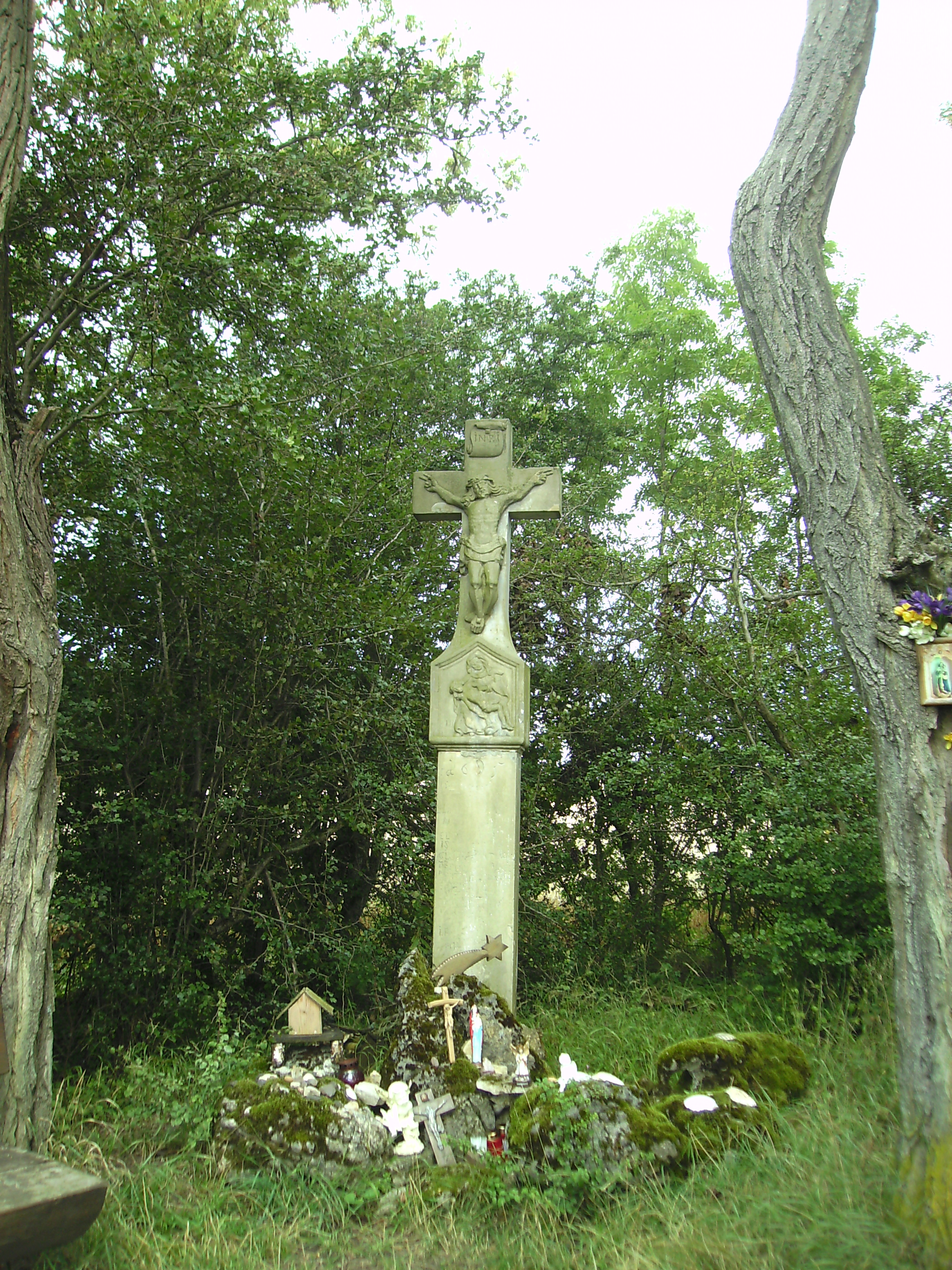
Wegekreuz in Brudermannsfeld bei Bebelsheim (18. Jahrhundert)

Der Saarpfalz-Kreis verfügt traditionell über ein umfangreiches und differenziertes kulturelles Angebot. Die über einhundertjährige Zugehörigkeit des Kreises zum Königreich Bayern prägte auch nachhaltig seine kulturelle Entwicklung. Zuvor schon ließ Karl II. August von Pfalz-Zweibrücken auf dem heutigen Karlsberg bei Homburg seine neue Residenz „Schloss Karlsberg“ errichten, von dem starke kulturelle Initiativen ausgingen. Besondere kulturelle Verdienste erwarb sich in dieser Zeit der Maler und Architekt Johann Christian von Mannlich, der die Architektur von Schloss Karlsberg entwarf und eine Gemäldesammlung anlegte, die in den Revolutionswirren nach München gebracht wurde und dort den Grundstock der Alten Pinakothek bildete.
Ebenfalls starke kulturelle Impulse gingen von Philipp Jakob Siebenpfeiffer aus, einem Literaten und zeitkritischen Journalisten, der längere Zeit „Landcommissär“ (eine Art Vorläufer des modernen Landrats) in Homburg war. Er war einer der führenden Köpfe des Hambacher Festes. Neben seinen sozialkritischen und politischen Schriften verfasste Siebenpfeiffer auch umfangreiche epische Gedichte und Reisebeschreibungen. Nach ihm ist eine zweijährlich vergebene Auszeichnung des Saarpfalz-Kreises, der Siebenpfeiffer-Preis, benannt.
Aktuell ist die kulturelle Landschaft des Saarpfalz-Kreises vielfältig bestückt. In der Kreisstadt Homburg existiert eine breite Palette von Kulturangeboten. Ein besonderer Stellenwert kommt dem Römermuseum Schwarzenacker und dem Burg- und Schlossmuseum Jägersburg in der historischen Gustavsburg zu. Zu erwähnen sind weiterhin zahlreiche Märkte und Volksfeste in der Kreisstadt.
Eine besondere Rolle im Kulturangebot des Saarpfalzkreises spielt die Mittelstadt St. Ingbert. Diese Kommune hatte sich im Verlauf der letzten 25 Jahre den inoffiziellen Titel einer „heimlichen Hauptstadt der saarländischen Kultur“ (Zitat Saarländischer Rundfunk) erworben. Die Stadt gilt als eine besondere Stätte kultureller Innovation und bietet eine breite Palette an kulturellen Angeboten an. Die wichtigsten:
- St. Ingberter Pfanne: höchstdotierter deutscher Kleinkunstpreis (Erstbespielung: 1986)
- Internationales Jazzfestival St. Ingbert: wichtigstes internationales Jazz-Festival in Südwestdeutschland (Erstauflage: 1987)
- Museum St. Ingbert: hochrangiges internationales Kunstmuseum mit einem Fundus von Werken des Malers Albert Weisgerber (eröffnet 1989, 2007 geschlossen, soll zukünftig in der Alten Baumwollspinnerei wieder eröffnet werden)[20]
- „EDLE STEINE“: Mineralien-, Fossilien-, Schmuck- und Edelsteinbörse (Erstauflage: 1985) (Besucherstärkste Börse in Südwestdeutschland)
- Beckerturm: Industriebau im Stil des Neuen Bauens von Hans Herkommer (erbaut 1925–1931)
- Alte Schmelz: denkmalgeschütztes Ensemble der Industriekultur
- Besucherbergwerk Rischbachstollen: Teil der ehemaligen Steinkohlengrube St. Ingbert (700 m Hauptstollen mit Nebenstollen, begehbar und befahrbar)

Der Bliesgau, auch „Toskana des Saarlandes“ genannt, beherbergt etliche kulturelle Schätze. Im Jahr 2009 wurde ihm von der UNESCO der Status eines Biosphärenreservats zugesprochen. Von besonderer Bedeutung sind die Ausgrabungen einer keltisch-römischen Siedlung im Europäischen Kulturparks Bliesbruck-Reinheim, dessen Highlight das unversehrt gefundene Grab einer keltischen Fürstin mit zahlreichen Grabbeigaben darstellt. Den Freiluftstätten angegliedert sind ein Museum im deutschen Reinheim und ein Erlebniszentrum im französischen Bliesbruck.
 Weitere wichtiger Kulturträger im Bliesgau sind Spohns Haus in Gersheim, ein öko-kulturelles Bildungszentrum mit Schullandheim, das sich schwerpunktmäßig dem grenzübergreifenden, europäischen Jugendaustausch widmet, sowie Haus Lochfeld bei Wittersheim in der Gemeinde Mandelbachtal, ein Kulturlandschaftszentrum, dessen Ziel der Schutz der Kulturlandschaft im Bliesgau ist. Ein Kuriosum bildet das wohl kleinste Museum des Landes, das „Zollmuseum“ in Habkirchen. Es befindet sich auf der deutsch-französischen Grenze in einem ehemaligen kleinen Zollhäuschen und spiegelt die Geschichte der Grenze wider.
Die saarpfälzische Stadt Bexbach beherbergt einige interessante kulturhistorische Bauwerke. Dazu gehört das Saarländische Bergbaumuseum mit einem Schaubergwerk, das eine lebendige Vorstellung von der Arbeit unter Tage vermittelt. Ein zeittypisches Bauwerk stellt der „Hindenburgturm“ dar, ein 1931 in Dienst gestellter Wasserspeicher, der nach den Vorstellungen der Bauhaus-Architekten erbaut wurde. Er dient heute als Aussichtsturm. Ein weiterer Anziehungspunkt bildet der „Blumengarten“ (mit chinesischem Garten), der 1951 im Rahmen des Projektes „Garten und Blumen im sozialen Wohnungsbau“ angelegt wurde.
Die Saarpfalz-Stadt Blieskastel stellt ein besonderes kulturelles Kleinod dar. Mit ihren 133 Einzeldenkmalen und weiteren 66 unter Ensembleschutz stehenden Gebäuden aus der Zeit des Barock bildet sie den Kern der Barockstraße SaarPfalz. Oberhalb der Stadt stand einst ein Schloss, das im Verlauf der Französischen Revolution zum größten Teil zerstört wurde. Zu besichtigen sind noch die im Renaissance-Stil erbaute und restaurierte Orangerie sowie die von Franziskaner-Rekollekten erbaute Schlosskirche.
Besonders hervorzuheben ist auch die Heilig-Kreuz-Kapelle, ein 1682/1683 im Barockstil erbauter Wallfahrtsort. Die Kapelle beherbergt eine Pietà aus dem 14. Jahrhundert, das Gnadenbild „Unsere Liebe Frau mit den Pfeilen“, die von weiten Bevölkerungskreisen verehrt wird. Beeindruckend sind auch die zahlreichen alten Wegekreuze im Saarpfalz-Kreis, die als Wegmarkierungen für Wanderer und Pilger dienen, aber auch die Frömmigkeit und den Glauben der Bevölkerung dokumentieren.
Die Gemeinde Kirkel wird überragt von einer gut erhaltenen Burgruine, der Burg Kirkel, die gleichzeitig das Wahrzeichen der Kommune darstellt. Die Burg wurde erstmals im Jahr 1075 urkundlich erwähnt. Rund um das Burggelände finden weithin bekannte Feste statt, deren bekanntestes der seit dem Mittelalter abgehaltene „Kirkeler Wurstmarkt“ ist.
Die Naturbühne Gräfinthal liegt in der Gemeinde Mandelbachtal, nahe dem Kloster Gräfinthal. Die Bühne besteht seit 1932 und bietet Platz für 1500 Zuschauer. Jedes Jahr wird von Juni bis August ein Stück für Kinder und eines für Erwachsene aufgeführt.

## Gemeinden
(Einwohner am 31. Dezember 2024)
| Städte 1. Bexbach (17.793) 2. Blieskastel (20.197) 3. Homburg, Kreisstadt (43.382) 4. St. Ingbert, Mittelstadt (35.453) | Weitere Gemeinden 1. Gersheim (6232) 2. Kirkel (10.191) 3. Mandelbachtal (10.844) |

## Schutzgebiete
Im Landkreis befinden sich 36 ausgewiesene Naturschutzgebiete (Stand Februar 2017).

## Kfz-Kennzeichen
Am 1. März 1974 wurde dem Saar-Pfalz-Kreis (damalige Schreibweise) das seit dem 1. Januar 1957 für den Landkreis Homburg gültige Unterscheidungszeichen HOM zugewiesen. Es wird durchgängig bis heute ausgegeben.
Seit dem 1. April 1974 wird den Fahrzeugen in der kreisangehörigen Mittelstadt St. Ingbert das Unterscheidungszeichen IGB zugeteilt.
Zuvor galt dieses Unterscheidungszeichen für das Gebiet des ehemaligen Landkreises St. Ingbert, und zwar noch zwei Monate über dessen Bestehen hinaus bis zum 28. Februar 1974. Danach wurde es für die Dauer eines Monats (März 1974) nicht ausgegeben.